# بني زرويل (درادرة)
بني زرويل هي إحدى مشيخات المملكة المغربية، تتبع جغرافيا لإقليم شفشاون وإداريًا لدرادرة. يقدر عدد سكانها بـ 2293 نسمة حسب الإحصاء الرسمي للسكان والسكنى لسنة 2004.